# Minahassa-félsziget
A Minahassa-félsziget (más írásmóddal: Minahasa) Celebesz szigetének négy nagyobb félszigete közül az egyik, amely a sziget északi része felől indul, majd kelet felé kanyarodik. A félsziget a Tomini-öböl északi és nyugati határát alkotja és egyben a Celebesz-tenger déli határát képezi. Észak-Celebesz tartomány és Gorontalo tartomány a félsziget területén találhatóak.
Neve a minahasan szóból származik: ez egy helyi maláj népcsoport neve, akik a 19. században áttértek a keresztény vallásra.